# Meryta pastoralis
Meryta pastoralis ist eine Pflanzenart aus der Gattung Meryta innerhalb der Familie der Araliengewächse (Araliaceae). Dieser Endemit kommt nur auf einer Insel der im südlichen Pazifik gelegenen Marquesas vor.

## Beschreibung

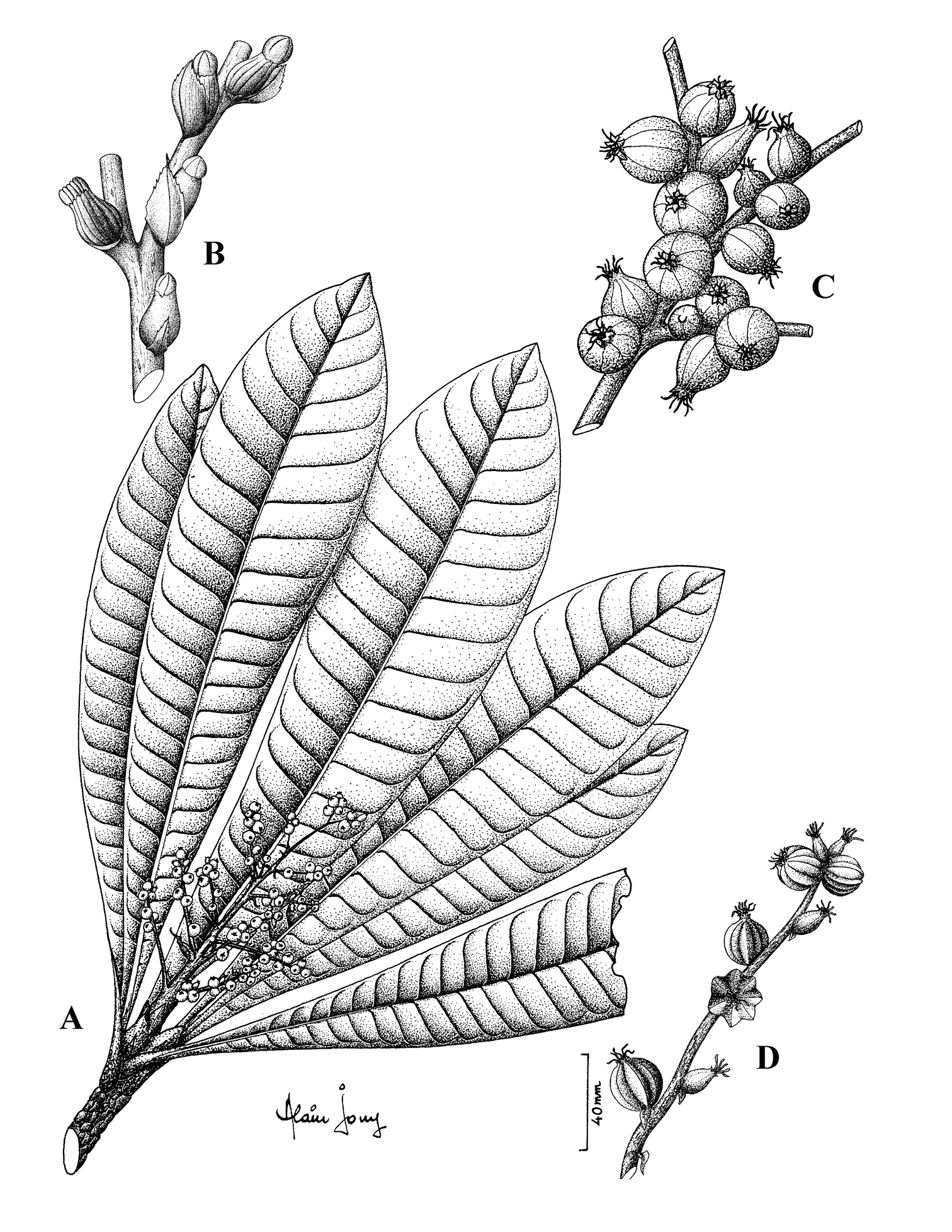
Illustration von Alain Jouy nach den Herbarbelegen: Perlman 19767 (A, D), Schäfer 5922 (B), Perlman 10206 (C) aus Frédéric Tronchet, Porter P. Lowry II: A new species of Meryta (Araliaceae) from the Marquesas Archipelago, French Polynesia, 2011: A: Zweig mit Blättern und jungen Fruchtstand, B: Weibliche Blüten in Knospe mit Brakteen, C: Weibliche Blüten geöffnet, D: Junge Früchte

### Vegetative Merkmale
Meryta pastoralis wächst als unverzweigter bis spärlich verzweigter Baum, der Wuchshöhen von 3 bis 10 Metern erreicht. Es ist kein Milchsaft vorhanden.
Die wechselständig an den Zweigen angeordneten Laubblätter sind in einen Blattstiel und eine Blattspreite gegliedert. Der Blattstiel ist 1,5 bis 4 Zentimeter lang und erreicht Durchmesser von 0,2 bis 0,3 Zentimetern. An der Oberseite der verbreiterten, etwas den Ast umfassenden Basis des Blattstieles findet man membranartige Blatthäutchen, welche bei einer Länge von 0,5 bis 1,7 Zentimetern dreieckig geformt sind. Die einfache, papierartige oder ledrige Blattspreite ist bei einer Länge von 20,4 bis 40 Zentimetern sowie einer Breite von 5,2 bis 9,8 Zentimetern annähernd verkehrt-eiförmig bis spatelförmig geformt. Die Spreitenbasis läuft gleichmäßig oder ungleichmäßig spitz zu, die Spreitenspitze ist stumpf oder spitz zulaufend, gelegentlich auch stachelspitzig, der etwas zurück gebogene Spreitenrand ist ganzrandig und an der Blattbasis gewellt. Die unbehaarte Oberseite der Blattspreite ist glänzend grün, während die ebenfalls kahle Unterseite etwas heller grün gefärbt ist. Von jeder Seite des Blattmittelnerves zweigen 12 bis 22 Paare an grünlich gelben und schlingläufigen Seitennerven ab und die Blattadern höherer Ordnung bilden ein netzartiges Muster.

### Blütenstände und Blüten
Meryta pastoralis ist zweihäusig getrenntgeschlechtig (diözisch). Die endständigen und aufrechten, traubigen, weiblichen Blütenstände bestehen aus mehreren ährenartigen Teilblütenständen. Die Teilblütenstände weisen eine Länge von 0,9 bis 1,3 Zentimetern sowie einen Durchmesser von 0,7 bis 1,2 Zentimetern auf. Der hellgrüne Blütenstandsschaft weist eine Länge von 15 bis 20 Zentimetern sowie einen Durchmesser von 0,5 bis 0,8 Zentimetern auf. An der Basis des Blütenstandschaftes findet man Niederblätter, welche bei einer Länge von 1,3 bis 2,4 Zentimetern dreieckig geformt sind. Die geraden oder etwas nach oben gebogenen Schäfte der Teilblütenstände sind 8 bis 17 Zentimeter lang, wobei die Schäfte der oberen Teilblütenstände kürzer sind als die der unteren. Die Teilblütenstände der weiblichen Pflanzen enthalten je 7 bis 15, gelegentlich auch bis zu 27 Einzelblüten. Die Tragblätter sind bräunlich rot. Über die männlichen Blüten ist nichts bekannt, da bisher nur alte Blütenstände gefunden wurden.
Die weiblichen Blüten sind ungestielt und fünfzählig. Die bräunlich roten Vorblätter sind bei einer Länge von 0,3 bis 0,5 Zentimetern breit-dreieckig und fallen meist früh ab. Die fünf Kelchblätter sind verwachsen. Die fünf bis elf weißen, leicht kappenförmigen und an der Oberseite gefurchten Kronblätter sind bei einer Länge von 0,1 bis 0,25 Zentimetern eiförmig mit spitz zulaufenden oberen Ende. Die Staubblätter bestehen aus 0,5 bis 0,1 Millimeter langen Staubfäden und etwa 0,5 Millimeter großen Staubbeuteln, aber die Pollensäcke enthalten keinen Pollen. Fünf bis elf Fruchtblätter sind zu einem fünf- bis elfkammerigen Fruchtknoten verwachsen. Die nur schwach herausgebildeten Griffel sind bis zu 0,1 Zentimeter lang. Die 0,15 bis 0,3 Zentimeter lange Narbe ist meist stark zurückgebogen oder verdreht.

### Früchte und Samen
Die fleischigen und glatten Steinfrüchte sind bei einer Länge von 0,7 bis 0,9 Zentimetern sowie einer Dicke von 0,7 bis 1 Zentimetern kugelig bis annähernd kugelig geformt. Sie sind anfangs gelblich grün und verfärben sich zur Reife hin hellviolett. Trockene Früchte sind gerippt. Jede der Früchte enthält fünf bis elf Steinkerne. Die abgeflachten Steinkerne sind  0,6 bis 0,7 Zentimeter lang und 0,3 bis 0,4 Zentimeter breit.

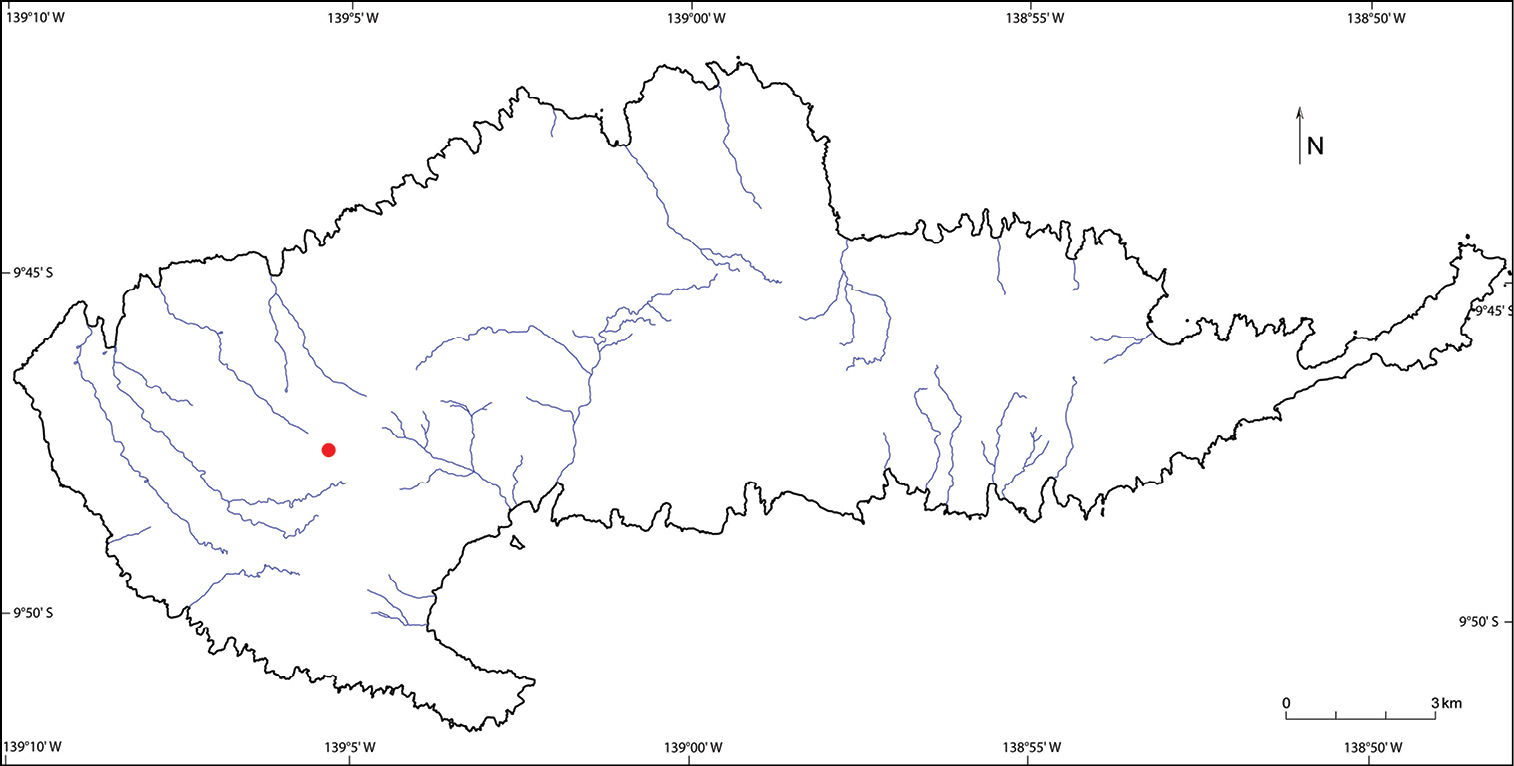
Das Vorkommen von Meryta pastoralis auf Hiva Oa

## Vorkommen
Dieser Endemit kommt nur auf der zu den Marquesas gehörenden Insel Hiva Oa vor. Das einzige bisher bekannte Verbreitungsgebiet von Meryta pastoralis umfasst nur die in der näheren Umgebung des Mont Temetiu und des Mont Feani gelegene Typlokalität.
Meryta pastoralis gedeiht in Höhenlagen ab 900 Metern. Meryta pastoralis wächst dort in feuchten Bergwäldern, meist an Hängen und entlang von Wasserläufen. In diesen Wäldern wachsen verschiedene Arten von Eisenhölzern (Metrosideros) und Weinmannia.

## Systematik
Die Erstbeschreibung als Meryta pastoralis erfolgte 2011 durch Frédéric Tronchet und Porter Prescott Lowry in PhytoKeys, Volume 4, Seite 151.  Das Artepitheton pastoralis ehrt P. A. Schäfer (pastor = Schäfer), welcher das Typusmaterial dieser Art im Jahr 1975 sammelte. Das Typusmaterial wurde mit der Nummer S. Perlman 19767 hinterlegt und als Typusfundort wurde „French Polynesia. Marquesas Islands, Hiva-Oa, Hanamenu valley off Hanamenu trail, in Metrosideros-Weinmannia-Dicranopteris linearis wet forest, 09°47'50"S, 139°05'35"W, 908 m.“ angegeben.